# Agrios (Sohn des Porthaon)
Agrios (altgriechisch Ἄγριος Ágrios) ist in der griechischen Mythologie der Sohn des Porthaon, König in Pleuron und Kalydon, und der Euryte. Er war der Bruder von Oineus, Alkathoos, Melas und Leukopeus sowie der Sterope.
Agrios hatte sechs Söhne, darunter Melanippos und Thersites, die Oineus, den Nachfolger seines Vaters in der Königswürde von Kalydon, entmachteten und Agrios als König einsetzten. Diese wurden nun ihrerseits von Diomedes (oder dessen Vater Tydeus, Sohn des Oineus) vertrieben und bis auf Thersites und Onchestos ermordet. Agrios, sofern er nicht ebenfalls von Diomedes erschlagen worden war, wurde entmachtet und beging Selbstmord.
In der Bibliotheke des Apollodor sind die Geschehnisse vor dem Trojanischen Krieg angesiedelt, während Hyginus beschreibt, dass der vom Krieg zurückkehrende Diomedes von der Entmachtung seines Großvaters erfuhr und sich daraufhin beeilte, seine Heimat zu erreichen und seinem Großvater zu dessen Recht zu verhelfen. Auch Antoninus Liberalis folgt dieser Chronologie.